# Jane Barkman
Jane Louise Barkman (Bryn Mawr, Pennsylvania, 20. rujna 1951.) je bivša američka plivačica.
Dvostruka je olimpijska pobjednica u plivanju.

## Vanjske poveznice
- Jane Barkman na sports-reference.com  Arhivirana inačica izvorne stranice od 13. studenoga 2012. (Wayback Machine)